# Bojongpicung (plaats)
Bojongpicung is een bestuurslaag in het regentschap Cianjur van de provincie West-Java, Indonesië. Bojongpicung telt 7549 inwoners (volkstelling 2010).